# Shu Lea Cheang
Shu Lea Cheang, née à Taïwan en 1954, est une artiste multimédia taïwanaise.

## Biographie
Depuis une dizaine d'années, elle est devenue la figure de proue de cet art.
Utilisant des approches pluridisciplinaires, son travail est unique dans le fait de permettre une interaction avec les observateurs. Elle est plus connue pour son approche individuelle du royaume de l'art et de la technologie, une créativité entremêlant questionnement social et méthode artistique. 
L'art de Cheang évolue dans des médiums tels que des films, des vidéos, des sites Internet, et des interfaces, lesquels explorent « ...les stéréotypes ethniques, la nature et l'extravagance des médias populaires, institutionnels - et  spécialement gouvernementaux - pouvoir, relations raciales, et politiques sexuelles. » - Shu Lea Cheang
Plus récemment, elle s'est tournée vers la réalisation de film cinématographique en 35 mm.
Elle est, depuis 1981, membre du collectif « Paper Tiger Television ». Bien qu'originellement basée à New York, Cheang vit et travaille actuellement à Paris.
Bowling Alley (Cheang, Shu Lea. Bowling Alley. 1995. Walker Art Center, Minneapolis) fut sa première installation cybernétique. Cheang collabora avec d'autres artistes de Minneapolis afin de présenter une œuvre ayant pour but de confronter l'idée de ce qui est privé et public, l'art populaire et les « beaux » arts en questionnant ces oppositions.
Commissionnée par Walker et subventionnée par AT&T New Art/New Visions, l'installation mit en relation la galerie « Walker's Gallery 7 », la communauté de communes de la banlieue de Bryant-Lake Bowl et Internet. Bowling Alley mélangeait vie réelle et cyberespace afin d'illustrer les similarités et les différences des modes de communication avec l'un et l'autre, vis-à-vis et par l'Internet.
Un autre projet majeur de site Web de Cheang fut Brandon, créé en 1998-99, une narration s'écoulant sur une année, explorant les problèmes de fusion des genres et du corps cybernétique à la fois dans l'espace public et dans le cyberespace.
Le site tire son nom de Brandon de son vrai nom Teena Brandon, une personne trans-genre qui fut violé et assassiné en 1993, après que son anatomie de femme fut révélée (ce drame a inspiré le film Boys Don't Cry en 1999). Cette œuvre internet fut la première œuvre commissionnée par le Musée Solomon R. Guggenheim de New York. Il présente l'histoire de Brandon Teena d'une manière expérimentale qui transmet la « fluidité et l'ambiguïté des genres et de l'identité dans les sociétés contemporaines. »

## Œuvres
- 1995 - Bowling Alley (Site Web)
- Brandon (Site Web)
- 2000 - I.K.U. (Film)
- 1994 - Fresh Kill (Film)